# Seo Hajin

Seo Hajin (1960) es una escritora surcoreana.

## Biografía
Seo Hajin nació en 1960 en Yeongcheon, provincia de Gyeongsang del Norte, Corea del Sur. Su nombre es Seo Deoksun, pero escribe bajo el seudónimo de Seo Hajin. Su padre tuvo considerable poder durante el régimen militar en los ochenta como fiscal general y director general de la Agencia de Seguridad Nacional (NSPA). Aunque ella rechaza la ideología de extrema derecha de su padre, recuerda su infancia y adolescencia como relativamente poco conflictiva y sin comportamientos rebeldes. Sin embargo, a pesar de su obediencia, confiesa que tiene un lado oscuro y que sus amigos íntimos fueron los libros de su tía, los libros que finalmente la llevaron a querer ser escritora. Debutó publicando el relato "La sombra oscura" en Literatura contemporánea (Hyeondae Munhak) en 1994.

## Obra
Seo Hajin intentó explicar el deseo femenino y desafiar la naturaleza patriarcal de la sociedad coreana y sus costumbres. Debutó en 1994 con la publicación en Literatura contemporánea (Hyeondae Munhak) del relato "La sombra oscura". En 1995 empezó a recibir más atención con la historia "El camino de la marea", que trata de una misteriosa isla conectada a tierra por un camino que aparece y desaparece cuando cambia la marea. Esta historia, que trata del trágico final de un affair adúltero, fue preseleccionada para el Premio literario Yi Sang y consiguió atraer más atención que la obra ganadora. Aún hoy sigue siendo considerada una de sus obras más representativas. Como "El camino de la marea", muchos de sus primeros relatos están relacionados con el tema de la sombra y tratan sobre conflictos matrimoniales y extramatrimoniales. En "Hong Gildong" vuelve a contar la historia del clásico Hong Gildong. Aunque es posible que sus historias exploren temas convencionales, su escritura se caracteriza por las descripciones psicológicas sutiles y un estilo literario austero.
Recientemente ha empezado a tratar el tema de la familia moderna. Su obra no retrata una familia desintegrada sino una comunidad normal a la que todos pertenecemos, pues todo el mundo es padre, hijo o hermano. Lo hace examinando con cuidado los conflictos y las reconciliaciones familiares.

## Obras en coreano (lista parcial)
Recopilaciones de relatos cortos
- El hombre que lee nuestros libros (1996)
- El aroma de la lavanda (2000)
- Secreto (2004)
- Yate (2006)
- Una buena familia (2009)

Novela
- ¿Debo decirte de nuevo que te amo? (2005)

## Premios
- 10º premio literario de Hyundae Munhak en 2004 por "Secreto"
- Premio literario Kim Jun Sung en 2009 por "¿Quién eres?"